# Juan Bar
Juan Manuel Bar (n. 29 de junio de 1987; Buenos Aires) es un jugador argentino de balonmano que se desempeña como portero en el Atlético Valladolid de la Liga Asobal. Es internacional con la selección de balonmano de Argentina.
Cabe mencionar que en el Torneo Panamericano de Clubes de 2017, fue el portero con más atajadas del torneo, lo que le valió a UNLu el tercer puesto en el mismo

## Palmarés internacional
| Juegos Panamericanos                      | Juegos Panamericanos | Juegos Panamericanos | Juegos Panamericanos |
| Año                                       | Lugar                | Medalla              |                      |
| ----------------------------------------- | -------------------- | -------------------- | -------------------- |
| 2023                                      | Santiago de Chile    | Medalla de oro       |                      |
| Campeonato Sudamericano y Centroamericano |                      |                      |                      |
| Año                                       | Lugar                | Medalla              |                      |
| 2022                                      | Brasil               | Medalla de plata     |                      |
| 2024                                      | Buenos Aires         | Medalla de plata     |                      |

## Clubes
| Club                      | País      | Temporadas |
| ------------------------- | --------- | ---------- |
| S.A.G Polvorines          | Argentina | 1996-2008  |
| Bologna United Handball   | Italia    | 2009-2012  |
| Sociedad Deportiva Teucro | España    | 2012-2014  |
| SAG Polvorines            | Argentina | 2014-2016  |
| UNLu                      | Argentina | 2017-2021  |
| Helvetia Anaitasuna       | España    | 2021-2024  |
| Atlético Valladolid       | España    | 2024- Act. |